# Kožlany
Kožlany település Csehországban, a Észak-plzeňi járásban. Kožlany Výrov, Čistá, Kozojedy, Kralovice, Bohy, Holovousy, Černíkovice, Všehrdy, Brodeslavy, Slatina, Šípy és Břežany településekkel határos. Lakosainak száma 1546 fő (2024. január 1.).

## Népesség
A település lakosságának változását az alábbi diagram mutatja:
| Lakosok száma | 2472 | 2588 | 2230 | 1411 | 1392 | 1406 | 1445 | 1451 | 1484 | 1546 |
|               | 1869 | 1890 | 1921 | 1950 | 1980 | 2001 | 2017 | 2019 | 2022 | 2024 |

## Híres szülőttei
- Edvard Beneš